# Championnat du Pérou de football 2013
Navigation
Saison précédente Saison suivante
La saison 2013 du Championnat du Pérou de football est la quatre-vingt-cinquième édition du championnat de première division au Pérou. La compétition regroupe les douze meilleures équipes du pays.
La saison se déroule en trois phases distinctes :
- Première phase : les équipes sont regroupées au sein d'une poule unique où elles s'affrontent deux fois, à domicile et à l'extérieur.
- Liguilla : les équipes sont réparties en deux poules de huit, en fonction de leur rang à l'issue de la première phase (classement pair et impair). Le premier de chaque poule se qualifie pour la troisième phase
- Finale pour le titre : les deux clubs qualifiés s'affrontent dans une série de trois matchs, disputés sur le terrain de chacune des formations.

Un classement cumulé des deux tournois permet de déterminer le troisième club qualifié pour la Copa Libertadores 2014 ainsi que les quatre clubs participant à la Copa Sudamericana 2014 mais aussi les deux clubs relégués en fin de saison en Segunda División.
C'est le club de l'Universitario de Deportes qui remporte la compétition après avoir battu lors de la finale nationale le Real Garcilaso, finaliste pour la deuxième saison consécutive. C'est le vingt-sixième titre de champion du Pérou de l'histoire du club.

## Les clubs participants
| - Alianza Lima - Unión Comercio - Cienciano del Cusco - Universitario de Deportes - León de Huánuco - Sport Huancayo - Real Garcilaso - Juan Aurich | - Universidad de San Martín - Inti Gas - FBC Melgar - Sporting Cristal - Universidad César Vallejo - José Gálvez FBC - Universidad Técnica de Cajamarca - Promu de Segunda División - Pacífico FC - Promu de Segunda División |

## Compétition
Le barème utilisé pour établir les différents classements est le suivant :
- Victoire : 3 points
- Match nul : 1 point
- Défaite, forfait ou abandon : 0 point

### Première phase

#### Classement
| Rang | Équipe                            | Pts | J  | G  | N  | P  | Bp | Bc | Diff |
| ---- | --------------------------------- | --- | -- | -- | -- | -- | -- | -- | ---- |
| 1    | Real Garcilaso -1                 | 57  | 30 | 17 | 7  | 6  | 40 | 20 | +20  |
| 2    | Universitario de Deportes         | 53  | 30 | 15 | 8  | 7  | 41 | 24 | +17  |
| 3    | Sporting CristalT                 | 49  | 30 | 14 | 7  | 9  | 51 | 33 | +18  |
| 4    | Universidad Técnica de CajamarcaP | 47  | 30 | 13 | 8  | 9  | 33 | 27 | +6   |
| 5    | Universidad César Vallejo         | 46  | 30 | 12 | 10 | 8  | 35 | 32 | +3   |
| 6    | León de Huánuco                   | 45  | 30 | 11 | 12 | 7  | 37 | 27 | +10  |
| 7    | Alianza Lima                      | 45  | 30 | 13 | 6  | 11 | 34 | 33 | +1   |
| 8    | Inti Gas                          | 43  | 30 | 11 | 10 | 9  | 41 | 38 | +3   |
| 9    | Sport Huancayo                    | 42  | 30 | 11 | 9  | 10 | 40 | 41 | -1   |
| 10   | Cienciano del Cusco               | 39  | 30 | 10 | 9  | 11 | 30 | 39 | -9   |
| 11   | FBC Melgar                        | 36  | 30 | 8  | 12 | 10 | 32 | 33 | -1   |
| 12   | Juan Aurich                       | 33  | 30 | 8  | 9  | 13 | 37 | 37 | 0    |
| 13   | Pacífico FCP                      | 33  | 30 | 7  | 12 | 11 | 22 | 32 | -10  |
| 14   | Universidad de San Martín         | 30  | 30 | 8  | 6  | 16 | 26 | 44 | -18  |
| 15   | Unión Comercio                    | 26  | 30 | 6  | 8  | 16 | 24 | 40 | -16  |
| 16   | José Gálvez FBC                   | 25  | 30 | 6  | 7  | 17 | 39 | 65 | -26  |

|  | Seconde phase - Poule A                           |
|  | Seconde phase - Poule B                           |
|  | T : Tenant du titre P : Promu de Segunda División |

- Real Garcilaso reçoit une pénalité de 1 point.

#### Matchs
| Résultats (▼dom., ►ext.)         | ALI | CIE | MEL | IGD | JG  | JA  | LEÓ | PAC | RGA | CRI | SHU | UCO | UCV | USM | UTC | UNI |
| Alianza Lima                     |     | 0-1 | 1-0 | 1-4 | 1-0 | 3-1 | 2-1 | 0-0 | 1-0 | 1-0 | 1-0 | 1-1 | 0-1 | 2-3 | 1-0 | 1-0 |
| Cienciano del Cusco              | 2-1 |     | 0-0 | 1-1 | 1-0 | 1-1 | 1-0 | 1-0 | 0-1 | 2-0 | 0-1 | 0-2 | 2-1 | 2-0 | 3-1 | 1-1 |
| FBC Melgar                       | 0-2 | 1-2 |     | 1-2 | 1-0 | 2-0 | 1-1 | 2-0 | 0-2 | 3-0 | 2-0 | 2-1 | 2-2 | 1-0 | 0-0 | 2-2 |
| Inti Gas                         | 3-1 | 3-2 | 2-1 |     | 2-0 | 2-2 | 2-0 | 1-1 | 1-2 | 0-0 | 1-0 | 4-0 | 0-0 | 2-0 | 0-2 | 1-3 |
| José Gálvez FBC                  | 2-2 | 3-2 | 1-2 | 2-2 |     | 2-2 | 2-6 | 3-1 | 0-0 | 2-1 | 2-1 | 4-1 | 1-1 | 1-2 | 0-2 | 1-3 |
| Juan Aurich                      | 0-1 | 6-1 | 2-1 | 1-1 | 3-1 |     | 0-2 | 0-0 | 0-1 | 3-0 | 1-1 | 2-0 | 1-0 | 0-1 | 2-1 | 1-2 |
| León de Huánuco                  | 2-2 | 1-0 | 0-0 | 0-0 | 0-0 | 1-1 |     | 3-0 | 1-0 | 1-2 | 2-2 | 1-0 | 2-2 | 5-0 | 2-0 | 2-0 |
| Pacífico FC                      | 1-2 | 0-0 | 0-0 | 1-0 | 2-1 | 1-0 | 0-0 |     | 1-0 | 1-1 | 2-1 | 1-1 | 2-1 | 3-0 | 0-0 | 0-1 |
| Real Garcilaso                   | 0-0 | 2-2 | 1-1 | 4-2 | 3-1 | 2-1 | 0-0 | 2-0 |     | 3-0 | 4-0 | 1-0 | 4-0 | 1-0 | 2-0 | 2-1 |
| Sporting Cristal                 | 2-2 | 5-0 | 0-0 | 5-0 | 4-0 | 1-0 | 3-1 | 2-2 | 2-1 |     | 2-2 | 2-0 | 4-2 | 1-0 | 1-1 | 4-0 |
| Sport Huancayo                   | 3-2 | 3-0 | 2-2 | 0-2 | 4-1 | 2-1 | 1-2 | 3-0 | 1-1 | 2-1 |     | 1-0 | 1-1 | 1-0 | 0-2 | 1-1 |
| Unión Comercio                   | 2-1 | 1-1 | 1-0 | 1-1 | 2-2 | 0-1 | 0-0 | 2-1 | 0-1 | 0-3 | 4-0 |     | 1-1 | 2-0 | 0-0 | 0-1 |
| Universidad César Vallejo        | 1-0 | 1-0 | 4-3 | 1-0 | 3-1 | 2-2 | 0-0 | 2-0 | 1-0 | 1-0 | 1-1 | 3-1 |     | 1-0 | 2-1 | 0-1 |
| Universidad de San Martín        | 1-0 | 2-1 | 1-1 | 2-0 | 3-5 | 2-2 | 0-1 | 3-1 | 0-1 | 0-3 | 1-1 | 3-1 | 0-0 |     | 1-1 | 0-0 |
| Universidad Técnica de Cajamarca | 1-2 | 1-1 | 1-1 | 3-1 | 3-0 | 2-1 | 2-1 | 1-1 | 1-0 | 0-2 | 0-2 | 1-0 | 1-0 | 2-1 |     | 2-1 |
| Universitario de Deportes        | 1-0 | 0-0 | 3-0 | 1-1 | 5-1 | 1-0 | 4-0 | 0-0 | 0-0 | 3-0 | 2-3 | 1-0 | 1-0 | 2-0 | 0-1 |     |

### Seconde phase

#### Groupe A
| Rang | Équipe                    | Pts | J  | G  | N  | P  | Bp | Bc | Diff |
| ---- | ------------------------- | --- | -- | -- | -- | -- | -- | -- | ---- |
| 1    | Real Garcilaso            | 77  | 44 | 22 | 12 | 10 | 63 | 39 | +24  |
| 2    | Sporting CristalT         | 75  | 44 | 22 | 9  | 13 | 76 | 45 | +31  |
| 3    | Alianza Lima              | 70  | 44 | 19 | 12 | 13 | 57 | 46 | +11  |
| 4    | Universidad César Vallejo | 69  | 44 | 18 | 15 | 11 | 56 | 46 | +10  |
| 5    | Sport Huancayo            | 56  | 44 | 14 | 14 | 16 | 55 | 62 | -7   |
| 6    | FBC Melgar                | 50  | 44 | 10 | 20 | 14 | 45 | 49 | -4   |
| 7    | Unión Comercio            | 44  | 44 | 11 | 11 | 22 | 39 | 59 | -20  |
| 8    | Pacífico FCP              | 44  | 44 | 10 | 14 | 20 | 31 | 62 | -31  |

|  | Qualification pour la finale nationale            |
|  | T : Tenant du titre P : Promu de Segunda División |

#### Matchs
| Résultats (▼dom., ►ext.)  | ALI | MEL | PAC | RGA | CRI | SHU | UCV | UCO |
| Alianza Lima              |     | 2-0 | 3-0 | 2-1 | 0-0 | 1-1 | 1-1 | 3-0 |
| FBC Melgar                | 1-1 |     | 0-0 | 0-0 | 0-0 | 4-4 | 1-1 | 1-1 |
| Pacífico FC               | 1-5 | 1-1 |     | 2-1 | 0-1 | 1-0 | 1-2 | 1-0 |
| Real Garcilaso            | 2-2 | 1-0 | 3-0 |     | 2-1 | 1-1 | 2-2 | 4-0 |
| Sporting Cristal          | 1-0 | 4-1 | 5-0 | 5-2 |     | 1-0 | 2-0 | 0-1 |
| Sport Huancayo            | 1-1 | 1-0 | 2-1 | 1-2 | 2-1 |     | 1-3 | 1-3 |
| Universidad César Vallejo | 3-0 | 0-2 | 2-0 | 2-0 | 4-2 | 0-0 |     | 0-0 |
| Unión Comercio            | 1-2 | 0-2 | 4-1 | 1-1 | 0-2 | 2-0 | 2-1 |     |

#### Groupe B
| Rang | Équipe                            | Pts | J  | G  | N  | P  | Bp | Bc | Diff |
| ---- | --------------------------------- | --- | -- | -- | -- | -- | -- | -- | ---- |
| 1    | Universitario de Deportes         | 76  | 44 | 21 | 13 | 10 | 59 | 37 | +22  |
| 2    | Universidad Técnica de CajamarcaP | 68  | 44 | 19 | 11 | 14 | 54 | 51 | +3   |
| 3    | Inti Gas                          | 63  | 44 | 17 | 12 | 15 | 63 | 65 | -2   |
| 4    | Juan Aurich                       | 62  | 44 | 17 | 11 | 16 | 66 | 50 | +16  |
| 5    | Cienciano del Cusco               | 59  | 44 | 15 | 14 | 15 | 46 | 56 | -10  |
| 6    | León de Huánuco                   | 56  | 44 | 14 | 14 | 16 | 49 | 48 | +1   |
| 7    | Universidad de San Martín         | 49  | 44 | 12 | 11 | 21 | 46 | 60 | -14  |
| 8    | José Gálvez FBC                   | 39  | 44 | 10 | 9  | 25 | 55 | 88 | -33  |

|  | Qualification pour la finale nationale |
|  | P : Promu de Segunda División          |

#### Matchs
| Résultats (▼dom., ►ext.)         | CIE | IGD | JG  | JA  | LEÓ | USM | UTC | UNI |
| Cienciano del Cusco              |     | 2-3 | 2-1 | 2-1 | 1-0 | 1-0 | 2-2 | 1-1 |
| Inti Gas                         | 2-2 |     | 1-0 | 2-1 | 1-1 | 3-1 | 2-4 | 3-2 |
| José Gálvez FBC                  | 1-0 | 4-0 |     | 0-2 | 1-0 | 2-2 | 2-1 | 2-2 |
| Juan Aurich                      | 3-0 | 3-1 | 4-1 |     | 5-0 | 1-0 | 2-0 | 2-4 |
| León de Huánuco                  | 1-1 | 0-2 | 4-2 | 0-1 |     | 2-1 | 1-2 | 1-0 |
| Universidad de San Martín        | 0-1 | 3-1 | 3-0 | 2-2 | 1-0 |     | 4-0 | 0-0 |
| Universidad Técnica de Cajamarca | 1-0 | 1-0 | 1-0 | 1-1 | 1-0 | 3-3 |     | 1-2 |
| Universitario de Deportes        | 1-1 | 3-1 | 1-0 | 0-1 | 2-1 | 0-0 | 2-1 |     |

### Classement cumulé
| Rang | Équipe                           | Pts | J  | G  | N  | P  | Bp | Bc | Diff |
| ---- | -------------------------------- | --- | -- | -- | -- | -- | -- | -- | ---- |
| 1    | Real Garcilaso                   | 77  | 44 | 22 | 12 | 10 | 63 | 39 | +24  |
| 2    | Universitario de Deportes        | 76  | 44 | 21 | 13 | 10 | 61 | 39 | +22  |
| 3    | Sporting Cristal                 | 75  | 44 | 22 | 9  | 13 | 76 | 45 | +31  |
| 4    | Alianza Lima                     | 70  | 44 | 19 | 12 | 13 | 57 | 46 | +11  |
| 5    | Universidad César Vallejo        | 69  | 44 | 18 | 15 | 11 | 57 | 46 | +11  |
| 6    | Universidad Técnica de Cajamarca | 68  | 44 | 19 | 11 | 14 | 52 | 49 | +3   |
| 7    | Inti Gas                         | 63  | 44 | 17 | 12 | 15 | 63 | 65 | -2   |
| 8    | Juan Aurich                      | 62  | 44 | 17 | 11 | 16 | 66 | 50 | +16  |
| 9    | Cienciano del Cusco              | 59  | 44 | 15 | 14 | 15 | 46 | 56 | -10  |
| 10   | León de Huánuco                  | 56  | 44 | 14 | 14 | 16 | 49 | 48 | +1   |
| 11   | Sport Huancayo                   | 56  | 44 | 14 | 14 | 16 | 55 | 62 | -7   |
| 12   | FBC Melgar                       | 50  | 44 | 10 | 20 | 14 | 45 | 49 | -4   |
| 13   | Universidad de San Martín        | 49  | 44 | 12 | 11 | 21 | 46 | 60 | -14  |
| 14   | Unión Comercio                   | 44  | 44 | 11 | 11 | 22 | 39 | 59 | -20  |
| 15   | Pacífico FC                      | 44  | 44 | 10 | 14 | 20 | 31 | 62 | -31  |
| 16   | José Gálvez FBC                  | 39  | 44 | 10 | 9  | 25 | 55 | 88 | -33  |

|  | Qualification pour la Copa Libertadores 2014 (Vainqueur d'un tournoi)      |
|  | Qualification pour la Copa Libertadores 2014 (Meilleur classement général) |
|  | Qualification pour la Copa Sudamericana 2014                               |
|  | Relégation directe en Segunda División                                     |
|  | T : Tenant du titre P : Promu de Segunda División                          |

#### Barrage de relégation
| Équipe 1    | Résultat | Équipe 2       |
| ----------- | -------- | -------------- |
| Pacífico FC | 0 - 1    | Unión Comercio |

### Matchs pour le titre
| Équipe 1       | Résultat      | Équipe 2                  | Aller | Retour | Appui          |
| -------------- | ------------- | ------------------------- | ----- | ------ | -------------- |
| Real Garcilaso | 4 (4) - 4 (5) | Universitario de Deportes | 3 - 2 | 0 - 3  | 1 - 1 (4-5tab) |

| 8 décembre 2013 | Real Garcilaso                        | 3 – 2   | Universitario de Deportes          | Estadio Municipal de Espinar, Yauri                  |                                                      |
| 13h00           | Ortiz 2e · Ferreira 45+1e · Ramúa 88e | (2 - 0) | 67e (pen.) Ruidíaz · 78e Fernández | Spectateurs : 6 544 Arbitrage : Manuel Garay (Pérou) | Spectateurs : 6 544 Arbitrage : Manuel Garay (Pérou) |
| 13h00           | Rapport                               |         |                                    | Spectateurs : 6 544 Arbitrage : Manuel Garay (Pérou) | Spectateurs : 6 544 Arbitrage : Manuel Garay (Pérou) |

| 15 décembre 2013 | Universitario de Deportes                     | 3 – 0   | Real Garcilaso | Estadio Monumental, Lima                                      |                                                               |
| 15h30            | Guastavino 7e · Fernández 16e · Guarderas 85e | (2 – 0) |                | Spectateurs : 46 824 Arbitrage : Víctor Hugo Carrillo (Pérou) | Spectateurs : 46 824 Arbitrage : Víctor Hugo Carrillo (Pérou) |
| 15h30            | Rapport                                       |         |                | Spectateurs : 46 824 Arbitrage : Víctor Hugo Carrillo (Pérou) | Spectateurs : 46 824 Arbitrage : Víctor Hugo Carrillo (Pérou) |

| 18 décembre 2013 | Universitario de Deportes                                           | 1 – 1             | Real Garcilaso                                                | Estadio Huancayo, Huancayo                              |                                                         |
| 13h00            | Galliquio 52e                                                       | (0 – 0)           | 64e Bogado                                                    | Spectateurs : 15 200 Arbitrage : Henry Gambetta (Pérou) | Spectateurs : 15 200 Arbitrage : Henry Gambetta (Pérou) |
| 13h00            | Rapport                                                             |                   |                                                               | Spectateurs : 15 200 Arbitrage : Henry Gambetta (Pérou) | Spectateurs : 15 200 Arbitrage : Henry Gambetta (Pérou) |
| 13h00            | Ximénez · Gonzales · Gómez · Guastavino · Ruidíaz · Romero · Duarte | Tirs au but 5 - 4 | Ramúa · Ortiz · Ramos · Guadalupe · Ferreira · Rey · Retamoso | Spectateurs : 15 200 Arbitrage : Henry Gambetta (Pérou) | Spectateurs : 15 200 Arbitrage : Henry Gambetta (Pérou) |

| Pérou                               |
| Champion                            |
| Universitario de Deportes 26e titre |

## Bilan de la saison
| Championnat du Pérou de football 2013 |                                       |
| Champion                              | Universitario de Deportes (26e titre) |
| Qualifications continentales          |                                       |
| Copa Libertadores 2014                | Universitario de Deportes             |
| Copa Libertadores 2014                | Real Garcilaso                        |
| Copa Libertadores 2014                | Sporting Cristal                      |
| Copa Sudamericana 2014                | Alianza Lima                          |
| Copa Sudamericana 2014                | Universidad César Vallejo             |
| Copa Sudamericana 2014                | Universidad Técnica de Cajamarca      |
| Copa Sudamericana 2014                | Inti Gas                              |
| Promotions et relégations             |                                       |
| Promus en Primera División            | Los Caimanes                          |
| Promus en Primera División            | San Simón de Moquegua                 |
| Relégués en Segunda División          | Pacífico FC                           |
| Relégués en Segunda División          | José Gálvez FBC                       |